# Georges Loriot
Pour les articles homonymes, voir Loriot, Bowden et Bazot.
Ne pas confondre avec l'acteur belge Jean-Pierre Loriot
Georges Loriot, plus connu sous le nom de Bowden puis Loriot, de son vrai nom Georges Bazot, est un clown, artiste de cirque et acteur français, né le 17 octobre 1884 à Paris et mort le 1er novembre 1973 à Villeneuve-Saint-Georges.

## Biographie
Fils d'un employé des postes, Georges Bazot commence sa carrière vers 1904 en tant qu'acrobate-cycliste comique au sein d'un groupe nommé Bowden's. Ils se produisent dans de nombreux casinos et music-halls dans toute la France. Véritable « virtuose de la bicyclette » aux « fantaisies audacieuses », il continue en solo, toujours en tant que Bowden à partir de 1910 environ, puis forme avec un autre artiste le duo Bowden-Gardey.
Engagé volontaire pendant la Première Guerre mondiale, il intègre le 147e régiment d'infanterie à Sedan où il avait fait son service militaire en tant que sous-officier. Il combat dans les Ardennes puis à Douaumont. Transféré au 320e régiment d'infanterie, il est sergent-artificier et prend part à la Bataille du Hartmannswillerkopf et à celle de Verdun à plusieurs reprises.

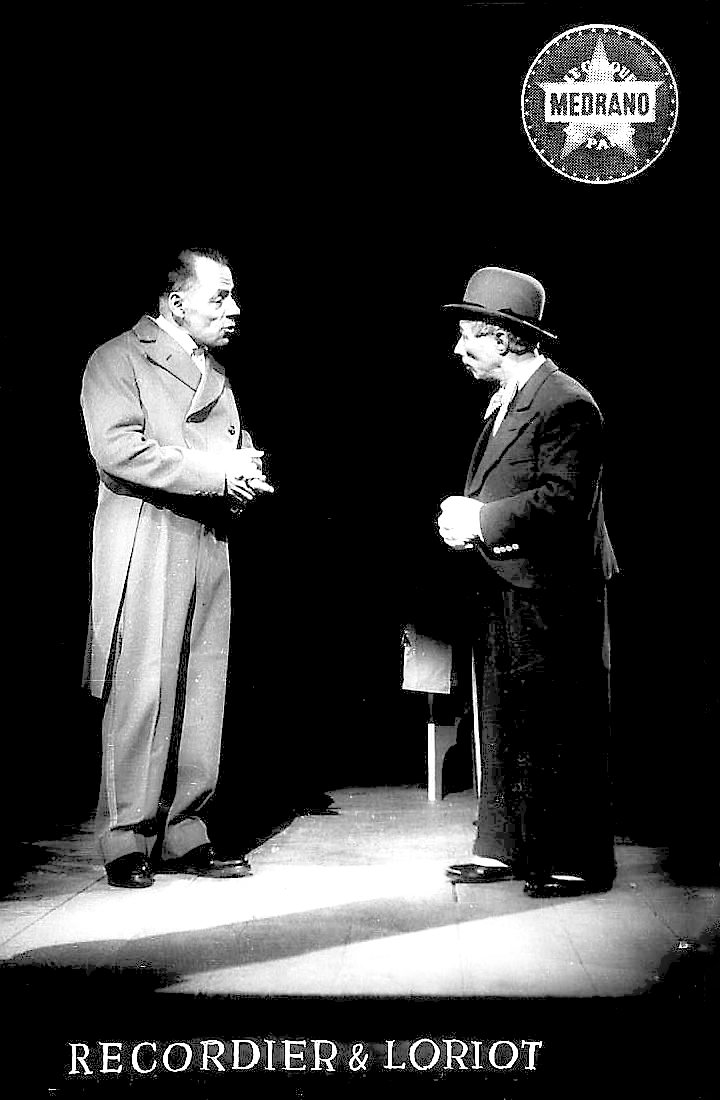
Les clowns Émile Recordier à gauche, face à Loriot, en 1949 (Cirque Medrano).

Partenaire d'Alphonse Boulicot ou d'Emile Recordier, il a été clown au Cirque d'Hiver, au Cirque Rancy, au Nouveau Cirque de Paris, ainsi qu'au Cirque Medrano.
Pensionnaire permanent de l'émission La Piste aux étoiles, il a été décoré en 1964 de la médaille d'argent de la Ville de Paris.
Ayant à son actif une courte carrière d'acteur, il est principalement connu pour avoir interprété le rôle du Professeur Tournesol dans la première adaptation au cinéma des Aventures de Tintin, Tintin et le Mystère de la Toison d'or en 1961. Dans le film suivant, il apparaît brièvement à la fin du film en tant qu'invité au château de Moulinsart. Il a également tourné dans les quatre premiers films de Pierre Étaix.

## Filmographie

### Cinéma
- 1959 : 125, rue Montmartre de Gilles Grangier : un clown
- 1960 : Les Vieux de la vieille de Gilles Grangier : un pensionnaire de Gouyette
- 1961 : Tintin et le Mystère de la Toison d'or de Jean-Jacques Vierne : le Professeur Tournesol
- 1962 : Heureux Anniversaire de Pierre Étaix (court-métrage)
- 1963 : Le Soupirant de Pierre Étaix
- 1963 : Un drôle de paroissien de Jean-Pierre Mocky
- 1964 : Tintin et les Oranges bleues de Philippe Condroyer : un invité à Moulinsart
- 1965 : Yoyo de Pierre Étaix
- 1966 : Tant qu'on a la santé de Pierre Étaix
- 1967 : Les Compagnons de la marguerite de Jean-Pierre Mocky : le petit vieux
- 1969 : Le Grand Amour de Pierre Étaix : le vieil homme
- 1971 : Les Clowns de Federico Fellini : lui-même

### Télévision
- 1959 : Bastoche et Charles Auguste de Bernard Hecht
- 1962 : Rue du Havre de Jean-Jacques Vierne
- 1967 : Salle n° 8 de Jean Dewever et Robert Guez, épisodes 2 et 4 (série télévisée)